# Chiesa di Santa Maria degli Angeli (Brescia)
La chiesa di Santa Maria degli Angeli è una chiesa di Brescia, situata in contrada delle Bassiche, a metà fra i crocevia con via Fratelli Bronzetti e via Cairoli. Nata alla fine del Quattrocento per volere di un gruppo di monache provenienti dal convento di Santa Croce e completamente rinnovata nel Seicento, dopo la soppressione avvenuta nel 1797 fu recuperata dalle Orsoline che vi insediarono un istituto scolastico, ancora oggi attivo. Fra le opere custodite si segnalano le pitture sulla volta di Carlo Innocenzo Carloni, un grande affresco di Vittorio Trainini e una tela di Sante Cattaneo.

## Storia
La storia della chiesa prende corpo come diramazione da quella della chiesa di Santa Croce. Nel 1479 Papa Sisto IV aggrega infatti il convento di Santa Croce al monastero agostiniano che ruotava attorno alla chiesa di San Barnaba: il fatto provoca una crisi fra le monache, che volevano mantenere una propria indipendenza, tanto che alcune lasciano il monastero per fondare due nuove comunità autonome. Una di queste è appunto la chiesa di Santa Maria degli Angeli, mentre l'altra viene fondata a Carpenedolo, in provincia. L'originaria costruzione subisce un radicale rinnovo durante il Seicento e ulteriori modifiche nel Settecento. Dal 1748 alla soppressione napoleonica, la pala dell'altare maggiore è L'Assunta di Giacomo Zoboli, poi trasferita nel 1803 nella chiesa del quartiere di Chiesanuova (Brescia).
Nel 1797, in seguito ai decreti napoleonici, il monastero viene soppresso e i suoi ambienti riconvertiti a ospizio per monache provenienti da altri monasteri cittadini confiscati, mentre la chiesa viene adibita a magazzino militare e spogliata dei suoi beni. Nel 1827 nel convento di Santa Maria degli Angeli viene aperto il primo monastero delle Orsoline claustrali, attinenti alle costituzioni dettate da sant'Angela Merici. L'anno successivo la nuova comunità avvia l'attività apostolica, riassestando la chiesa e abbellendola ulteriormente. Nel convento attiguo viene anche aperto uno stimato collegio di educazione per la gioventù femminile. L'opera educativa, fra l'altro, è attiva ancora oggi e offre un servizio completo dalla scuola primaria alla scuola media superiore.
Negli anni trenta del Novecento l'orientamento interno della chiesa viene invertito al fine di unificare l'ambiente, ancora impostato su una logica claustrale e pertanto con nette e ormai sconvenienti separazioni fra il coro delle monache e l'aula riservata ai fedeli. L'accesso sulla strada viene chiuso e l'altare maggiore venne rimontato sulla controfacciata. I nuovi interni vengono parzialmente rivisti: la nuova parete di fondo, ad esempio, viene completamente affrescata da Vittorio Trainini. Attualmente, l'utilizzo della chiesa è ancora riservato a studenti e personale dell'istituto.

## Struttura
La facciata della chiesa, che ormai non rispecchia più l'andamento interno dopo l'inversione dell'aula, si trova incassata lungo il profilo murario della via, affiancata su entrambi i lati dalle facciate del convento attiguo, oggi istituto scolastico. Al centro si trova l'antico portale d'ingresso, oggi tamponato sovrastato da un frontone curvilineo. Ai lati si aprono due lunghe finestre rettangolari incorniciate da lesene, mentre al di sopra un'aggettante trabeazione divide in due la facciata. Nell'ordine superiore, nuovamente decorato da lesene, si apre al centro un finestrone rettangolare con angoli stondati. Un frontone triangolare corona il prospetto. La chiesa possiede inoltre un campanile con cella campanaria aperta a bifora, piuttosto basso, visibile però solo dal cortile interno.
All'interno, della primitiva costruzione quattrocentesca non resta oggi più nulla a causa dei pesanti rimaneggiamenti operati nel Seicento. La pianta si sviluppa su navata unica coperta da volta a botte con solamente due cappelle laterali, poco profonde.

## Opere

### La chiesa
Pareti e copertura interni della chiesa sono impreziosite da una ricchissima ed estesa decorazione a quadrature, che dilatano molto l'ambiente. Le pareti sono animate dalle pitture settecentesche di Antonio Agrati, che dipinse arcate rese con efficace prospettiva a fingere ampi spazi, immaginarie navate, colonne, balaustre e scalinate. Gli affreschi nella volta presentano invece due scene diverse: sopra l'altare maggiore è dipinta l'Assunzione della Vergine accompagnata da uno svolazzo d'angeli, dipinta nel 1754 da Carlo Innocenzo Carloni, grande pittore lombardo di stile rococò. La composizione è basata su una calibrata scansione prospettica atta a creare l'illusione che il gruppo in ascensione sia veramente sospeso sulle nubi. In corrispondenza del coro delle monache, la volta, originariamente priva di decorazione, è stata affrescata ne 1960 dal pittore bresciano Giovanni Repossi con la Visione di Sant'Angela all'interno di un medaglione quadrilobato delimitato da una finta modanatura marmorea.
Sulla parete laterale dell'odierna controfacciata è appeso un trittico con al centro un Ecce homo, copia dell'omonima opera di Tiziano. Sulla parete di fondo è invece collocato un affresco raffigurante la Natività di Gesù posto entro un'ancona in marmi policromi coronata da un'elaborata cimasa. Il dipinto è di tipo devozionale ed è da attribuire ad un artista bresciano del Cinquecento. Sul lato destro della chiesa si apre la cappella di sant'Agostino, arricchita una tela del 1876 del subiacese Gioacchino Pagliei, raffigurante il santo in abiti pontificali.
Sull'antica controfacciata è oggi posto l'altare maggiore. L'antico altare, smontato e venduto dopo la soppressione, fu sostituito con uno nuovo durante il recupero della chiesa, ancora oggi visibile, proveniente dalla chiesa parrocchiale di Rovato. È un'opera di inizio Settecento della bottega di Domenico Corbarelli, realizzato a intarsio con marmi policromi e adornato da un ricco tabernacolo affiancato da statuette dei quattro Evangelisti. La parete retrostante l'altare è stata invece dipinta nel 1939 da Vittorio Trainini, il quale creò un'illusionistica quinta architettonica che da terra arriva alla volta superiore e inquadra l'altare: ai lati della mensa, poggianti su finti mensoloni, due angeli ad ali spiegate reggono i simboli della passione, mentre al centro della parete, in una finta cornice, si trova il grande affresco della Crocifissione, con effetto complessivo molto solenne. Le vetrate attorno all'affresco sono pure di Trainini e raffigurano ai lati i busti di sant'Orsola e sant'Angela Merici, con sembianze giovanili, mentre in alto campeggia il monogramma JHS di Cristo.
Sulla parete sinistra della chiesa si trova invece l'altare delle Orsoline, sul quale campeggia la grande tela raffigurante la Madonna col Bambino tra santa Caterina d'Alessandria e sant'Angela Merici, eseguita da Sante Cattaneo dopo il 1815 e originariamente collocata sull'altare maggiore. Accanto si trovano medaglioni dipinti a monocromo ancora dal Carloni che raffigurano il Presepe e il Sogno di Giuseppe a destra, Sant'Angela e Sant'Agostino a sinistra.

### La sagrestia
La sagrestia possiede una volta dipinta nuovamente con architetture illusionistiche. Al centro si trova un altro affresco di Carlo Innocenzo Carloni, con un volo di putti alati che sostengono le insegne episcopali di sant'Agostino. Sulla parete è invece appesa una tela raffigurante la Morte di San Giuseppe, opera mediocre di un seguace di Francesco Monti.